# Brett Simpson
Pour les articles homonymes, voir Simpson.
Brett Simpson est un surfeur professionnel américain né le 5 janvier 1985 à Long Beach, Californie, ancien élève du lycée de Huntington Beach et sponsorisé par Hurley International. En 2008 et 2009 il a été nommé Surfer de l'année pour le comté d'Orange. En 2009 il a remporté l’US Open de la compétition de surf, et renouvelé son exploit en 2010 en défendant avec succès son titre contre le surfeur sud-africain Jordy Smith. Il est le fils du joueur de football américain Bill Simpson.